# Perro de Groenlandia
El perro de Groenlandia (en groenlandés Kalaallit Qimmiat, y en danés Grønlandshund) es una de las razas más antiguas del mundo, utilizada durante siglos por los inuit groenlandeses para la caza y el transporte.
Ha sido siempre empleado en las regiones nórdicas como animal de tiro de trineos. Es muy resistente al frío pero sufre con la humedad. Es reservado con los extraños e increíblemente austero.
Perteneciente a la familia de los spitz polares, el Groenlandés ha gozado de menor popularidad que algunos de sus parientes como el Husky siberiano,el Samoyedo, el Akita Inu, el Alaskan Malamute y el Esquimal canadiense, aunque está adaptado a las condiciones climáticas más frías de Groenlandia.

## Historia

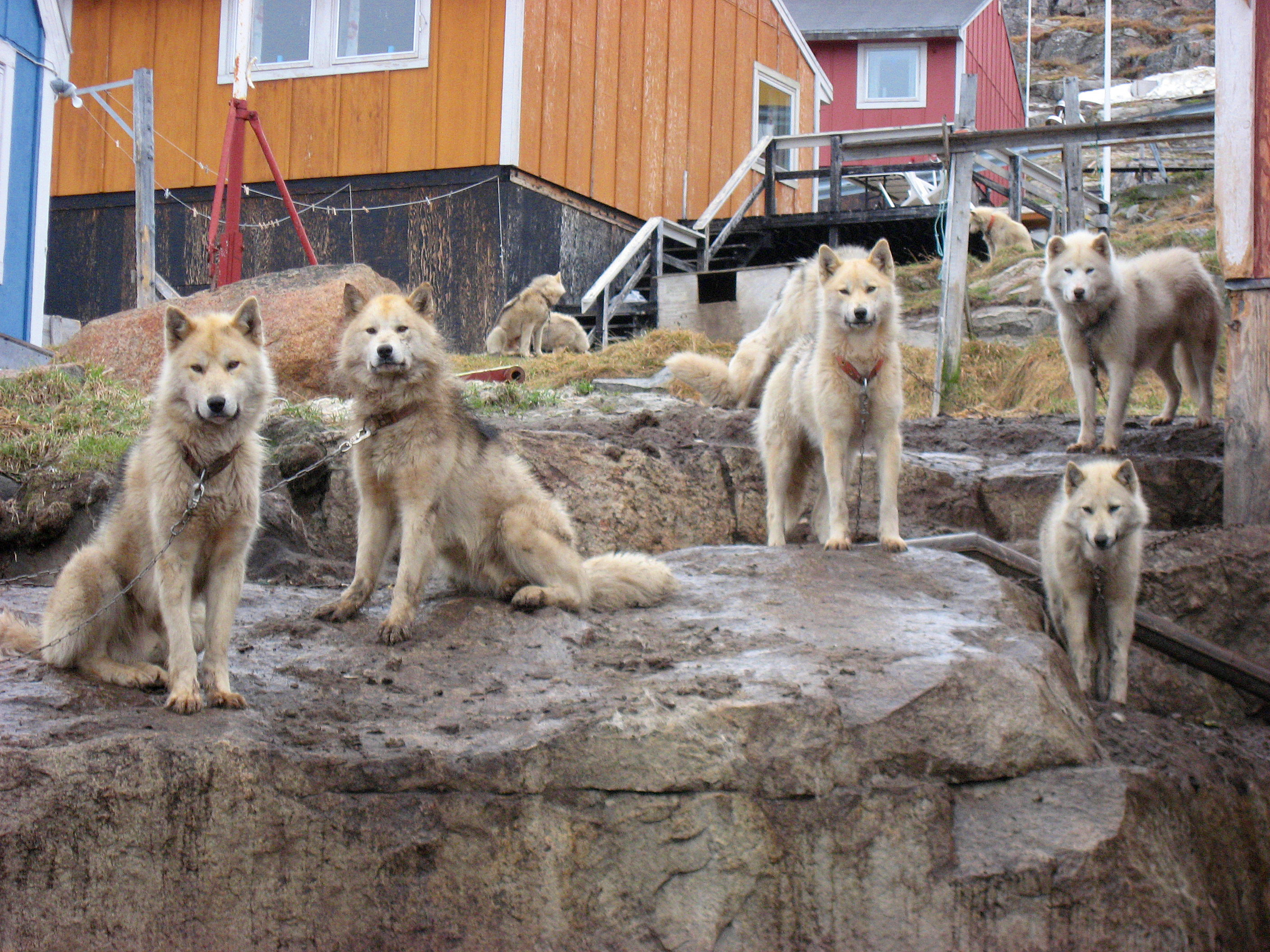
Perro de Groenlandia. Origen: Ártico. Raza muy antigua; proveniente de perros asiáticos y los de tribus polares.

Es una de las razas más antiguas del mundo. Se sabe que el primer perro llegó a Groenlandia con los paleoesquimales de la Cultura Saqqaq, hace 4.000 a 5.000 años. El análisis de ADN mitocondrial ha demostrado que tanto en los perros de Groenlandia actuales, como el los restos encontrados, se presenta una alta frecuencia de un haplotipo originario de los perros antiguos del oriente del Ártico y los perros americanos precolombinos.
Las investigaciones genéticas han permitido establecer que sus parientes más cercanos son el perro esquimal canadiense, los perros de Sajalín y los perros nativos coreanos como el perro de Chindo. Parientes más lejanos son el Alaskan Malamute y el Husky siberiano.
Durante años varios países se han adjudicado su paternidad: en primer lugar Noruega, luego Suecia y Finlandia y por último Dinamarca por su mandato político sobre Groenlandia. Se puede afirmar que los perros que participaron en las expediciones a Groenlandia fueron estos, tirando de los trineos de Hansen en 1888, de Rovert E. Peary entre 1892 y 1920, todos ellos exploradores de la zona. También hubo expediciones para la búsqueda de minerales (como la criolita y la groenlandita), en las que los mineros viajaban en trineos tirados por estos perros.

En la década de 1950 se produjo un verdadero auge de la raza, que era conocida en muchos países como Esquimal de Groenlandia. 

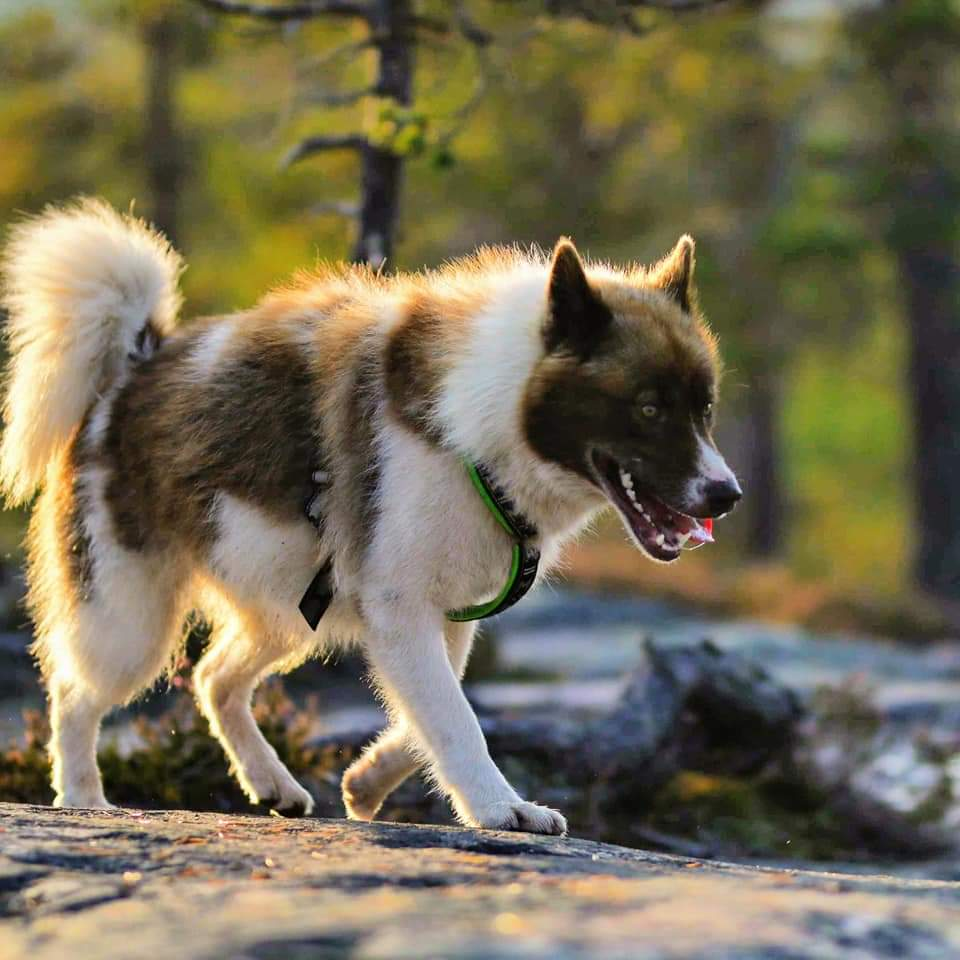
Perro esquimal de Groenlandia}, también llamado husky groenlandés.

## Carácter
En primer lugar hay que decir que posee un lenguaje muy particular, el Groenlandés, como muchos de los perros nórdicos, no ladra, sino que aúlla. Se dirige a su amo para expresar pena y alegría mediante aullidos, simples o a coro; es lo que los anglosajones llaman «cry of the wild».
Sus principales cualidades  son energía, fuerza mental y audacia. Es un perro de trineo incansable y amable con la gente. Notorio por su austeridad, a la hora de trabajar no conoce los remilgos; cuando de cachorro se le prepara con arneses para el tiro de trineos se muestra feliz. La raza tiene un fuerte instinto para la caza de osos polares y focas.
Se caracteriza por su gran independencia, pues no se siente particularmente vinculado a una sola persona, por lo que no es adecuado como perro de guardia.

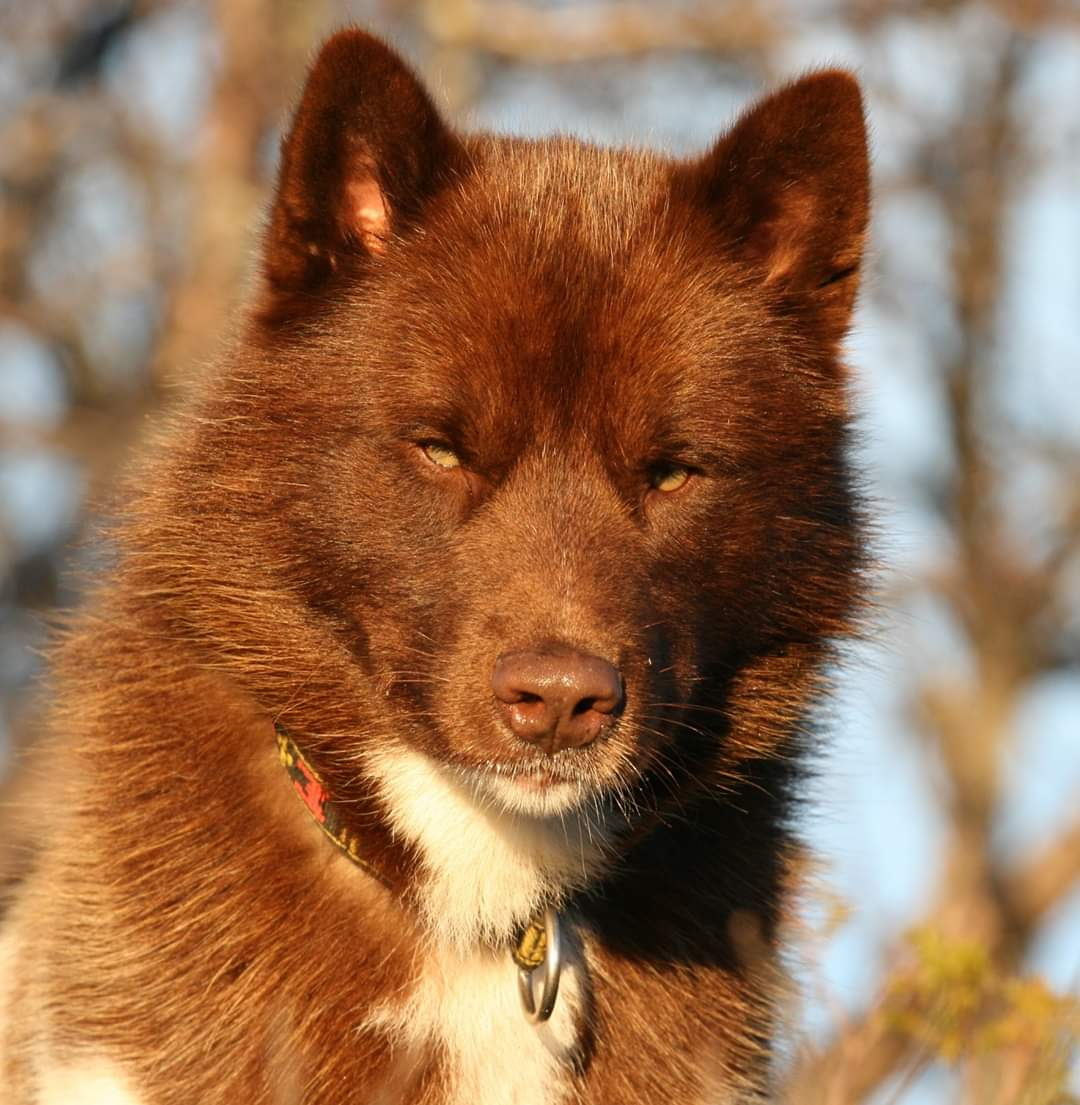
Perro de raza groenlandesa.

## Características físicas
La parte superior de la cabeza es ligeramente arqueada y amplia entre las orejas, las cuales tienen forma triangular, con la punta redondeada, están erectas y son relativamente pequeñas. Los ojos están situados oblicuamente y no están ni hundidos ni saltones. La expresión es franca y audaz. La nariz es oscura y larga, la caña nasal es recta y ancha. El hocico tiene forma de cuña, ancho en la base y adelgazándose hacia la trufa. El cuello es muy fuerte y relativamente corto.
El macho alcanza aproximadamente 60 y 68 cm de altura hasta la cruz y la hembra 54,6 y 61 cm. Tiene dos capas de pelo, con la exterior densa y lisa y la interior suave. Presenta diferentes coloraciones que incluyen diferentes matices de marrón, canela, castaño, ante (beige), blancuzco o negro, a veces contrastando el vientre blanco con las partes superiores oscuras. El cuerpo es fuerte y compacto, un poco más largo que la altura a la cruz. El pecho es profundo y ancho. La espalda es recta y la línea superior esta a nivel o ligeramente inclinada. El lomo es amplio con la grupa es ligeramente inclinada. El vientre sigue la línea natural del pecho.
Las patas son rectas, con músculos fuertes y huesos gruesos. Los pies son grandes, potentes y redondos, con uñas gruesas y almohadillas. La cola presenta inserción alta y es gruesa y tupida, con pelos largos. La lleva formando una curva o ligeramente enroscada sobre el dorso.

## Raza canina en peligro de extinción
Según informes actuales mediante un censo realizado a finales de 2023, no quedan más que unos tres mil ejemplares, aproximadamente la mitad de los que había hace veinte años. El perro de Groenlandia se encuentra actualmente en peligro de desaparecer debido a su necesidad de ejercicio físico y a su vínculo con las poblaciones árticas, ya que los estilos de vida cambian y la introducción de los vehículos motorizados ha hecho que pierdan su utilidad como animales de tiro.

El cambio climático ha provocado el deshielo cada vez mayor del Ártico, limitando aún más el uso del trineo. Incluso ahí donde todavía hay hielo, las motos de nieve ganan terreno a los perros, que resultan más caros de mantener.

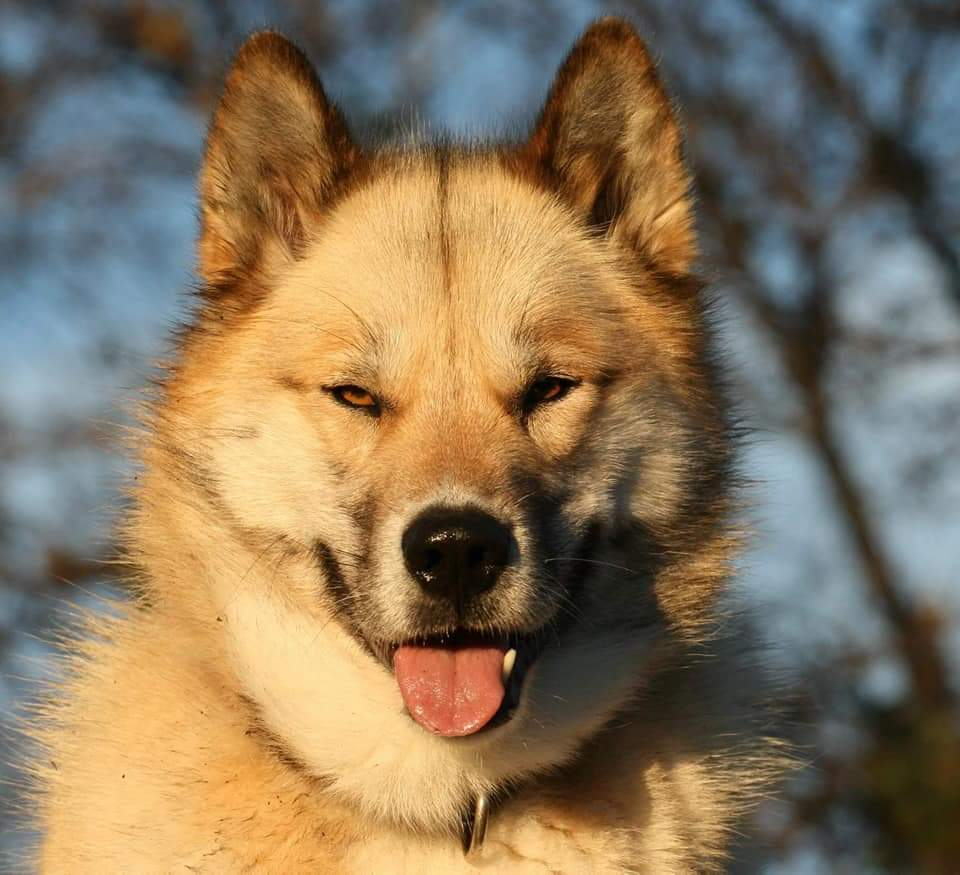
El perro groenlandés se puede encontrar en muchos colores de manto diferentes.